# Перепелиця білоброва
Перепелиця білоброва (Colinus nigrogularis) — вид куроподібних птахів родини токрових (Odontophoridae).

## Поширення
Вид поширений в Центральній Америці. Трапляється у східній частині Нікарагуа, південно-східному Гондурасі та центрально-східному Белізі, в невеликому районі Гватемали і в мексиканських штатах Юкатані, Кампече і Кінтана-Роо. Мешкає у відкритих соснових лісах, лісистих степах та агавових полях.

## Підвиди
- Colinus nigrogularis nigrogularis (Gould, 1843) — Беліз;
- Colinus nigrogularis caboti van Tyne & Trautman, 1941 — півострів Юкатан;
- Colinus nigrogularis persiccus van Tyne & Trautman, 1941 — півострів Юкатан;
- Colinus nigrogularis segoviensis Ridgway, 1888 — Східний Гондурас і Нікарагуа.